# Друга семінольська війна
Друга семінольська війна або Флоридська війна — військовий конфлікт, що тривав у Флориді з 1835 до 1842 року, між групами корінних американців, відомих під загальною назвою Семіноли, та силами Сполучених Штатів.

## Передумови
У VIII столітті відбувалось переміщення груп різних індіанських племен до вільних земель на південному сході США — до Флориди. Серед тих племен і народів були такі: алабама, чокто, ямасі, ючі та кріки. Останні складали найбільшу групу, що включала нижніх і верхніх кріків. Вони спілкувались як мовою хітчіті, так і крікською. Одна група оселилась навколо озера Міккошекі поблизу Таллахассі. Інша група розмістилась на Пейнс-Прейрі, на території сучасного округу Алачуей. Іспанською в Сейнт-Огастіні індіанців почали називати Cimarrones, що означає «дикі» або «втікачі», звідки, ймовірно, походить назва «семіноли». Така назва, зрештою, також застосовувалась стосовно інших груп індіанців у Флориді, хоч останні і вважали себе представниками різних племен. Інші групи за часів війни були віднесені до «іспанських індіанців», яких називали так через те, що вони походили з племені калуса. У тому племені відбувалось змішування корінних американців з іспанцями, які проживали у селищах рибалок на узбережжі Флориди.

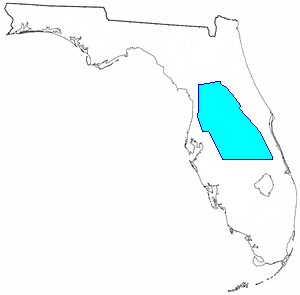
Території семінолів відповідно до угоди Молтрі-Крік

Після Паризького миру 1783 року між Сполученими Штатами та Іспанією виникли суперечливі питання щодо Флориди. Американський уряд звинувачував іспанців у неспроможності стримувати корінних американців, що проживали у Флориді, від набігів на територію США, а також у переховуванні рабів, які тікали. Починаючи з 1810 року американці окупували й анексували частину Західної Флориди. 1817 за наказом Ендрю Джексона до Флориди вторглися американські війська. Той інцидент став відомим під назвою Першої семінольської війни. 1821 року, за умовами угоди Адамса — Оніса, територію Флориди було приєднано до Сполучених Штатів. Відтоді семіноли знову стали проблемою для американського уряду.
За два роки було підписано договір Молтрі-Крік із семінолами, в результаті якого для них було відведено територію в центрі півострова. Шести вождям, однак, дозволялось зберегти свої села, розташовані вздовж річки Апалачікола. Семіноли внесли до тексту договору умову, відповідно до якої вони отримали гарантію невтручання білого населення до їхніх справ. Після цього поряд із територією семінолів було збудовано Форт-Кінг (сучасне місто Окала, округ Меріон), де розташувався американський гарнізон під командуванням полковника Клінча. Мир тривав упродовж п'яти років.
Переховування рабів-утікачів на семінольській території залишався однією з головних причин у конфлікті між індіанцями та білошкірими американцями. На нові плантації у Флориді набирали більше число рабів з урахуванням кількості тих, хто теоретично міг утекти до семінолів. Занепокоєний можливістю повстання індіанців чи повстання рабів, губернатор Флориди Дюваль попрохав про додаткові війська. Замість цього 1828 року було закрито Форт-Кінг. У той час семінолам не вистачало продовольства. Того ж року, Ендрю Джексона, старого ворога індіанців-семінолів, було обрано на пост президента Сполучених Штатів. 1830 Конгрес ухвалив Закон про переселення індіанців. Передбачалось, що всі проблеми із семінолами буде вирішено шляхом їхнього переселення на території, розташовані на захід від Міссісіпі.

### Договір у Пейн-Ландінзі
Навесні 1832 року семінольських вождів викликали на нараду до міста Пейн-Ландінг, що на річці Оклаваха. Там було підписано договір, що вимагав від семінолів переїзду на захід, якщо тамтешні землі виявляться придатними для них. До місця імовірного проживання була відряджена делегація у складі семи вождів, які мали ухвалити рішення до жовтня 1832 року. Після огляду земель та укладення угод із кріками, які вже давно там оселились, 28 березня 1833 року вожді підписали документ, що підтверджував придатність нових земель для проживання семінолів. Однак, після повернення до Флориди більшість вождів відмовились від своїх підписів, стверджуючи, що їх змусили підписати той документ, і в будь-якому разі вони не мають права вирішувати за всі племена та групи, що проживали на той момент у резервації. Той факт підтвердили навіть деякі американські офіцери: «вождів лестощами та залякуванням примушували до підписання». Жителів сел., що розташовувались в районі річки Апалачікола переконати було простіше, оскільки вони більше постраждали від іспанців Вони вирушили на захід 1834 року.

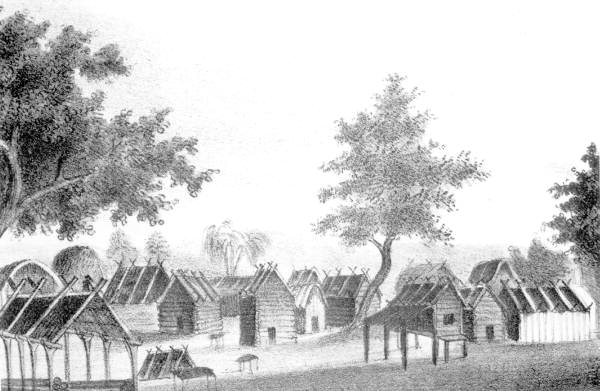
Селище семінолів до Другої семінольської війни

У квітні 1834 року Сенат Сполучених Штатів ратифікував договір у Пейн-Ландінзі. За умовами договору семіноли мали три роки для переселення на захід від Міссісіпі. Уряд вів відлік від 1832 й очікував, що семіноли переселяться до 1835 року. Форт-Кінг знову було відкрито 1834. Того ж року був призначений новий агент індіанців, Томпсон. У жовтні він зібрав вождів у Форт-Кінгу з приводу переселення. Семіноли заявили, що вони не мають наміру переїжджати будь-куди, та що не вважають себе зв'язаними новою угодою. Томпсон прохав про підкріплення, повідомивши, що «індіанці після отримання ануїтету, придбали надзвичайно велику кількість пороху та свинцю». Генерал Клінч також попередив Вашингтон, що семіноли не мають наміру рухатись, тому йому потрібна значна кількість військ, щоб змусити їх здійнятись із місця. У березні 1835 року Томпсон зібрав вождів разом, щоб зачитати їм листа президента Ендрю Джексона, в якому йшлося:
|  | Якщо ви ... не йдете, то я віддаю наказ командувачу, змусити вас силою. |

Вожді попрохали тридцять днів на роздуми. За місяць семіноли відповіли Томпсону, що вони не рухатимуться на захід. Томпсон почав сперечатись з індіанцями, й генералу Клінчу довелось втрутитись, щоб попередити кровопролиття. Зрештою, вісім вождів погодились переїхати, утім попрохали відкласти від'їзд до кінця року. Американські керівники погодились.
П'ятеро найвпливовіших вождів, у тому числі Міканопі з племені алачуа, вирішили залишитись. У відповідь Томпсон заявив, що ті вожді втратили свої посади. Оскільки відносини з семінолами погіршились, Томпсон заборонив продаж їм зброї та боєприпасів. Оцеола, молодий воїн, ставав усе більш помітним для білих. Він казав:
|  | Біла людина не може зробити мене чорним, але я можу пофарбувати людину його власною кров’ю та вичорнити під сонцем і дощем ... і канюк буде жити у власній плоті. |

Згодом Томпсон віддав розпорядження на добу ув'язнити Оцеолу у Форт-Кінгу. Наступного дня, з метою власного звільнення, Оцеола погодився виконувати договір у Пейн-Ландінзі.
Ситуація становала усе складнішою. Група білих здійснила напад на кількох індіанців, які сиділи навколо вогнища. Два представники племені семінолів відкрили вогонь у відповідь. Троє зазнали поранень, а одного індіанця було вбито. У серпні 1835 року семіноли вбили листоношу, який віз пошту з Форт-Брука до Форт-Кінга. У листопаді індіанці, що не бажали війни, прийшли до Форт-Брука, де їх посадили на судна, які йшли на захід. Рештою семінолів такий акт був розцінений як зрада. Оцеола вистежив вождя зрадників та убив його.

## Розвиток конфлікту

### Різня Дейда

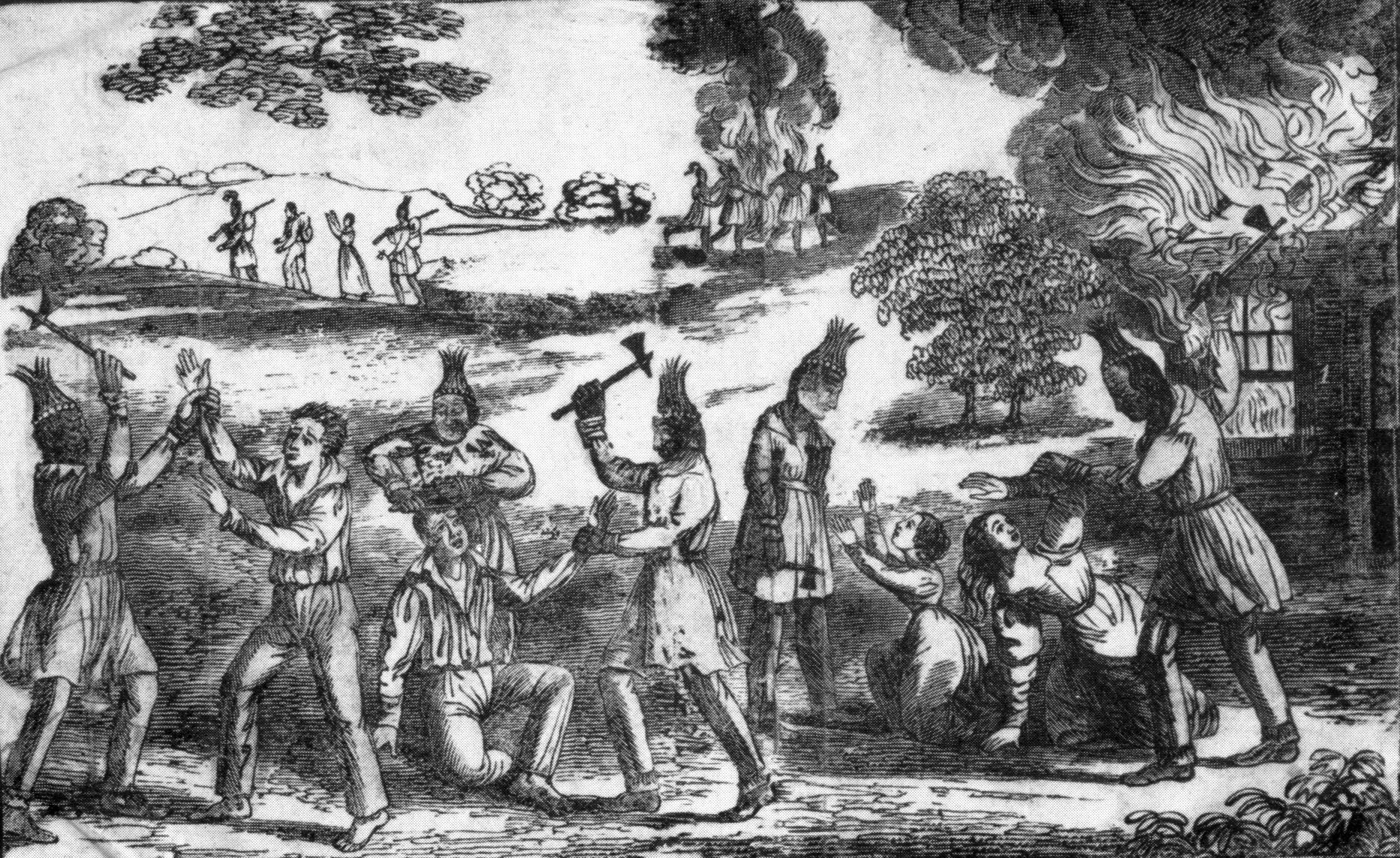
Семіноли убивають білих поселенців. Ілюстрація з книги 1836 року

Лишень уряд цілковито усвідомив той факт, що семіноли будуть опиратись переселенню, почалась підготовка до війни. Народне ополчення Сейнт-Огастіна попрохало військове відомство про отримання кредиту у розмірі 500 мушкетів. Генерал Річард Кейт Кал мобілізував п'ятсот волонтерів. Індіанська сторона проводила рейди фермами та населеними пунктами. Група на чолі з Оцеолою захопила шляхи Флориди. Цукрові плантації вздовж атлантичного узбережжя Сейнт-Огастіна були знищені, причому багато хто з рабів приєднався до семінолів.
Американські військовики у Флориді мали 11 рот, числом близько 550 солдат. У Форт-Кінзі розміщувалась тільки одна рота солдат, що спричиняло небезпеку його захоплення семінолами. 23 грудня 1835 року два загони загальним числом 110 чоловік залишили Форт-Брук під командуванням майора Френсіса Дейда. Семіноли супроводжували їх марш упродовж п'яти днів. 28 грудня індіанці знищили команду Форт-Брука. Семіноли втратили тільки трьох осіб, п'ятеро зазнали поранень. Та акція набула відомості під назвою Різня Дейда.
Майор Ітен Аллен Гічкок написав про конфлікт:
|  | Уряд не правий, і це є головною причиною стійкого опору індіанців, які шляхетно захищають власну землю від наших спроб забезпечити виконання шахрайської угоди. Тубільці використовують усі засоби, щоб уникнути війни, але вони були вимушені піти на конфлікт через тиранію нашого уряду |

.

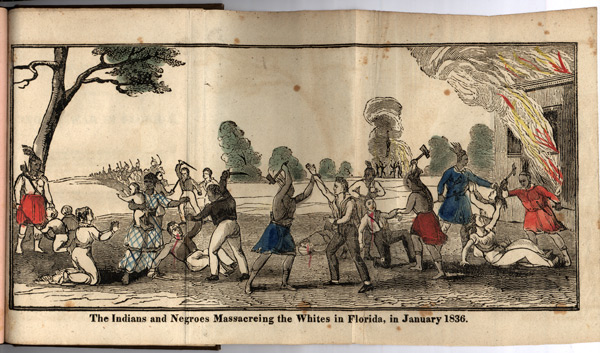
Убивства білих семінолами та неграми у січні 1836 року

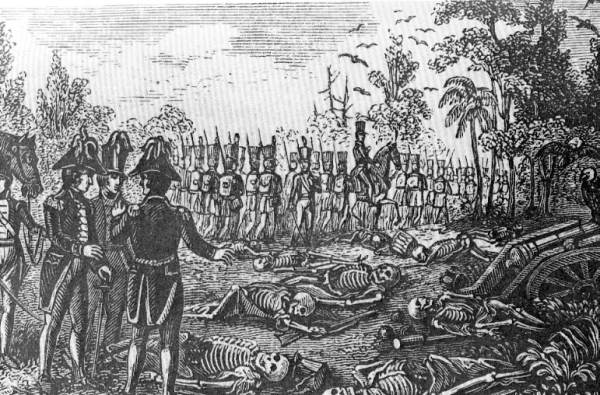
Загибель генерала Дейда та його загонів

29 грудня генерал Клінч розмістив у Форт-Дрейні гарнізон із 750 солдат, у тому числі 500 добровольців. Коли вони дістались річки, не змогли знайти бірд, і Клінч переправив свої війська через річку одним човном. Лишень американці, вже виснажені, переправились, семіноли напали на них. В результаті війська були знову відійти за річку.
6 січня 1836 року семіноли здійснили напад на плантації Вільяма Кулі (сучасний Форт-Лодердейл), убивши його дружину, дітей та їхніх вихователів. 17 січня добровольці й семіноли зустрілись на південь від Сейнт-Огастіна на плантації Данлотон. Добровольці втратили чотирьох осіб, тринадцять чоловік зазнали поранень. 19 січня з Пенсаколи до Тампа-Бей був відряджений шлюп Vandalia. Того ж дня 57 корпус морської піхоти вирушив від Кі-Веста, щоб допомогти Форт-Бруку.

### Експедиція генерала Гейнса
У ті часи чисельність регулярних військ була дуже низькою. У середньому на 7 500 осіб чоловічої статі припадало 53 військовики. Тимчасова нестача військ була компенсована за рахунок самоорганізованих добровольчих підрозділів. Генерал-майор Вінфілд Скотт отримав пост головнокомандувача. Конгрес виділив 620 000 доларів для ведення війни. Генерал Гейнс зібрав 1 100 добровольців у Новому Орлеані та вирушив з ними до Форт-Брука.
Гейнс застав Форт-Брук порожнім. Вирішивши, що генерал Скотт відрядив сили до Форт-Кінга, Гейнс привів і своїх людей туди. Дорогою вони знайшли місце, де раніше було знищено загін Дейда, й поховали тіла загиблих у трьох братських могилах. За дев'ять днів загін прибув до Форт-Кінга, але й там не знайшов військовиків генерала Скотта. Ще за сім днів Гейнс вирушив назад до Форт-Брука.
Гейнс сподівався, що семіноли сконцентрувались навколо його табору, а сили Клінча зможуть здійснити напад на індіанців з флангів, затиснувши їх тим самим між двома загонами. Натомість генерал Скотт наказав Клінчу залишатись у Форт-Дрейні. Тим не менше, Клінч наполягав, що має допомогти Гейнсу. Зрештою він вирішив не підкорятись Скотту й вирушив на допомогу за день до отримання на це дозволу від Скотта. Клінч та його люди прийшли до табору 6 березня, відігнавши семінолів.

### Кампанія генерала Скотта

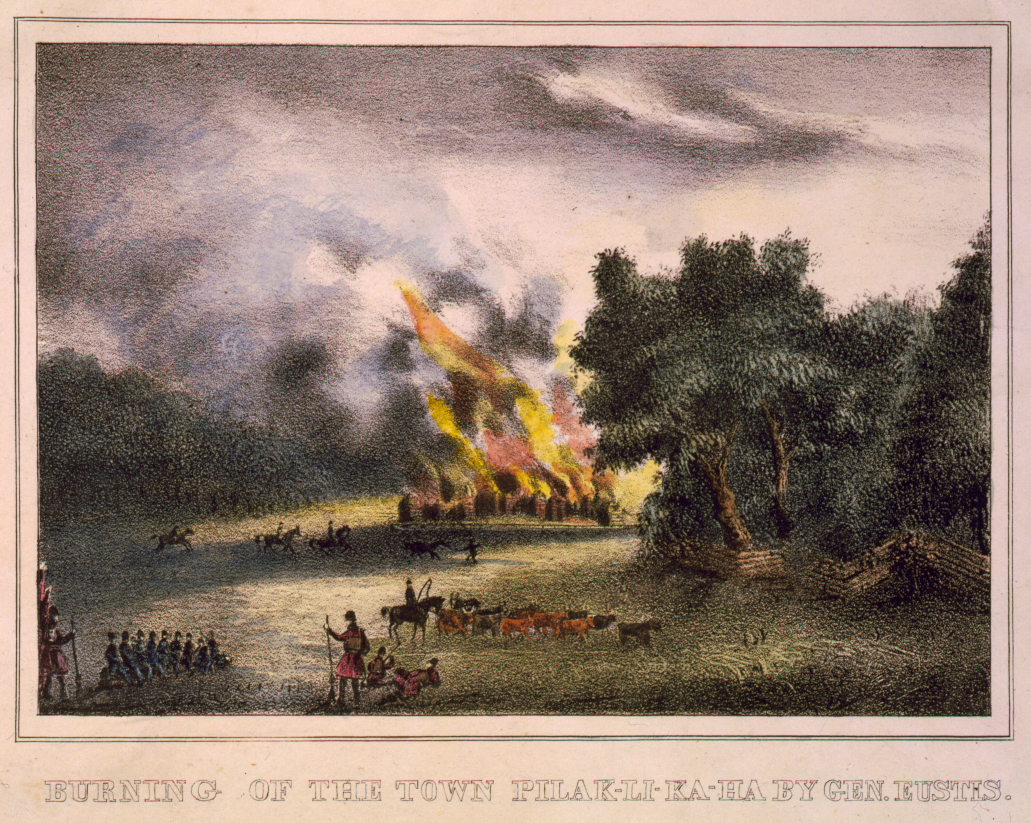
Генерал Юстіс спалює Пілаклікаху або місто Авраама на його шляху до загону генерала Скотта

Генерал Скотт розпочав набір чоловіків і зброї для великої кампанії проти семінолів. Три колони загальним числом 5 000 осіб зустрілись біля бухти Вітлакоочі. Їхніх сил та засобів було достатньо, щоб завдати поразки індіанцям. Скотт мав супроводжувати одну з колон, під командуванням генерала Клінча, яка мала рухатись на південь від Форт-Дрейна. Другу колону очолював генерал Авраам Юстіс, вона рухалась на південний захід від Воласії, міста на річці Сент-Джонс. Третя колона мала рухатись на північ від Форт-Брука, її очолив полковник Вільям Ліндсей. Планувалось, що три колони прийдуть у Ков одночасно, щоб попередити втечу семінолів. Юстіс і Ліндсей мали прибути 25 березня, тож колона Клінча мала змогу відтиснути семінолів на них.
Дорогою з Сейнт-Огастіна до Воласії генерал Юстіс натрапив на місто Пілаклікаха (інакше Палатлакаха або місто Авраама, назване за іменем лідера чорних семінолів та їхнього тлумача). Юстіс спалив місто, перш ніж вирушити далі.
Усі три колони відставали. Юстіс, через часті напади семінолів, мав дів дні, щоб дістатись до Воласії. Клінч і Ліндсей дістались до своїх позицій лише 28 березня. Колона Юстіса прибула на місце призначення 30 березня через проблеми перетину незнайомих територій. Клінч перетнув Вітлакоочі 29 березня й мав намір атакувати семінолів у Кові, проте виявив селища порожніми. 31 березня усі три командира, досягнувши своїх ставок, вирушили до Форт-Брука. Серед причин провалу експедиції розглядались нестача часу, а також несприятливий для американців клімат.

### Відхід армії та наступ добровольців

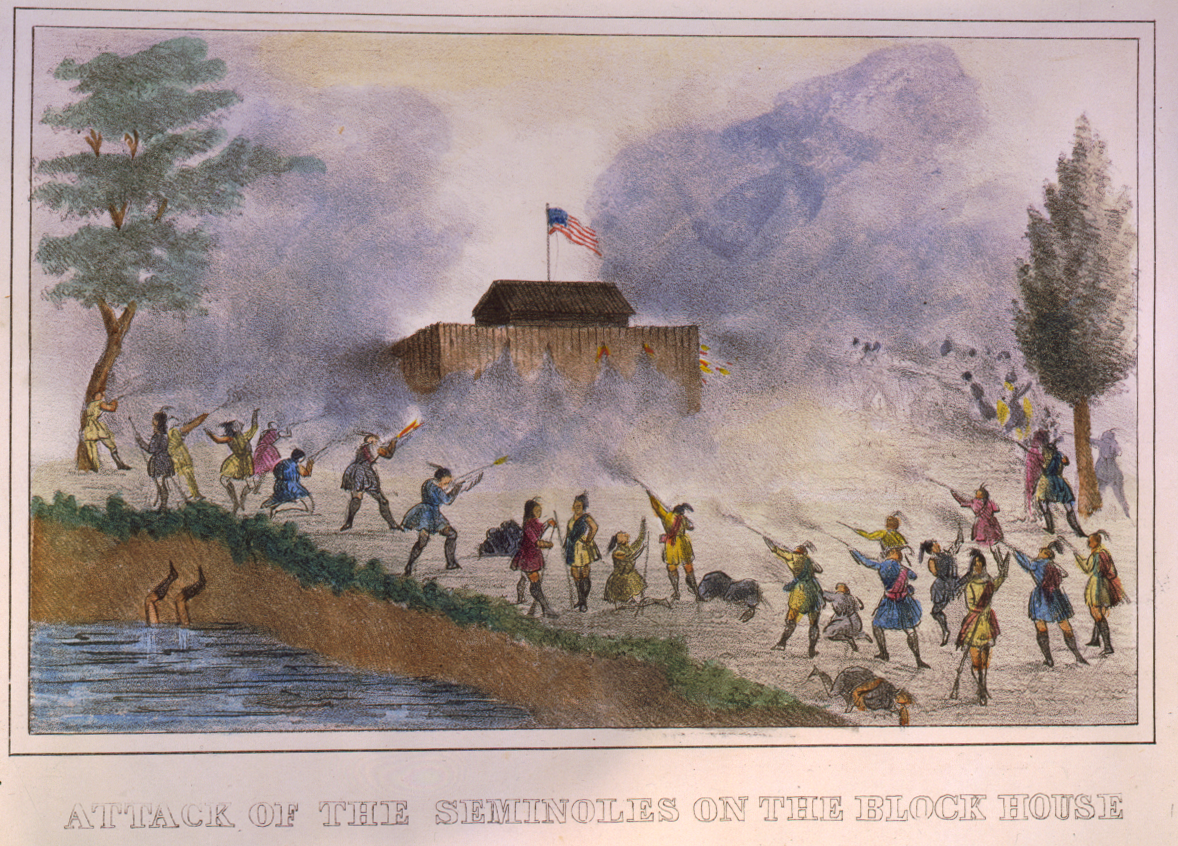
Атака семінолів на форт

Квітень 1836 року для військовиків розпочався невдало. Семіноли здійснили напади на кілька фортів, включаючи табори Купер у Кові, Форт-Алабама на річці Гіллсборо на північ від Форт-Брука, Форт-Барнвелл і Форт-Дрейн. Семіноли також спалили цукрові плантації Клінча. Після цього останній вийшов у відставку й залишив територію Флориди. Форт-Алабама був залишений наприкінці квітня. За місяць гарнізон залишив і Форт-Кінг. У червні солдати були врятовані в одному з фортів після 48-денної облоги. 23 липня 1836 року семіноли здійснили напад на маяк Кейп-Флорида, завдавши серйозного поранення його хранителеві та вбивши його помічника, а сам маяк спалили. Його було відновлено тільки 1846 року. Форт-Дрейн був залишений у липні через хвороби: у лікарняних списках були прізвища п'яти з семи офіцерів, а також 140 солдатів. Загалом, уся армія страждала від хвороб, тому те літо у Флориді отримало назву sickly season (хворобливий сезон). До кінця серпня був залишений Форт-Дефіанс. Усвідомлюючи, що війна обіцяє бути тривалою, Конгрес виділив ще 1,5 млн доларів і дозволив залучити до бойових дій добровольців на термін до одного року.
Річард Кейт привів до Флориди добровольців. 16 березня 1836 року Клінч отримав пост губернатора штату. Він вирішив провести літню кампанію силами ополченців, а не регулярної армії. Військове відомство охоче пристало на таку пропозицію, але затримки у підготовці означали, що початок кампанії доведеться відкласти до кінця вересня. 13 жовтня добровольчі загони дістались річки Вітлакучі. На той час сталась повінь, через яку переправитись убрід було неможливо. Американці не могли зробити плоти для переправи, оскільки вони не брали з собою деревини. Окрім того, семіноли на протилежному березі відкривали вогонь по будь-якому солдату, що показувався з води. Після цього загони добровольців повернули на захід і пішли уздовж північного берега річки. Скоро закінчився провіант, і генерал Кейт був змушений розвернути своїх людей і вирушити до Форт-Дрейна. Так невдало завершилась ще одна урядова експедиція.

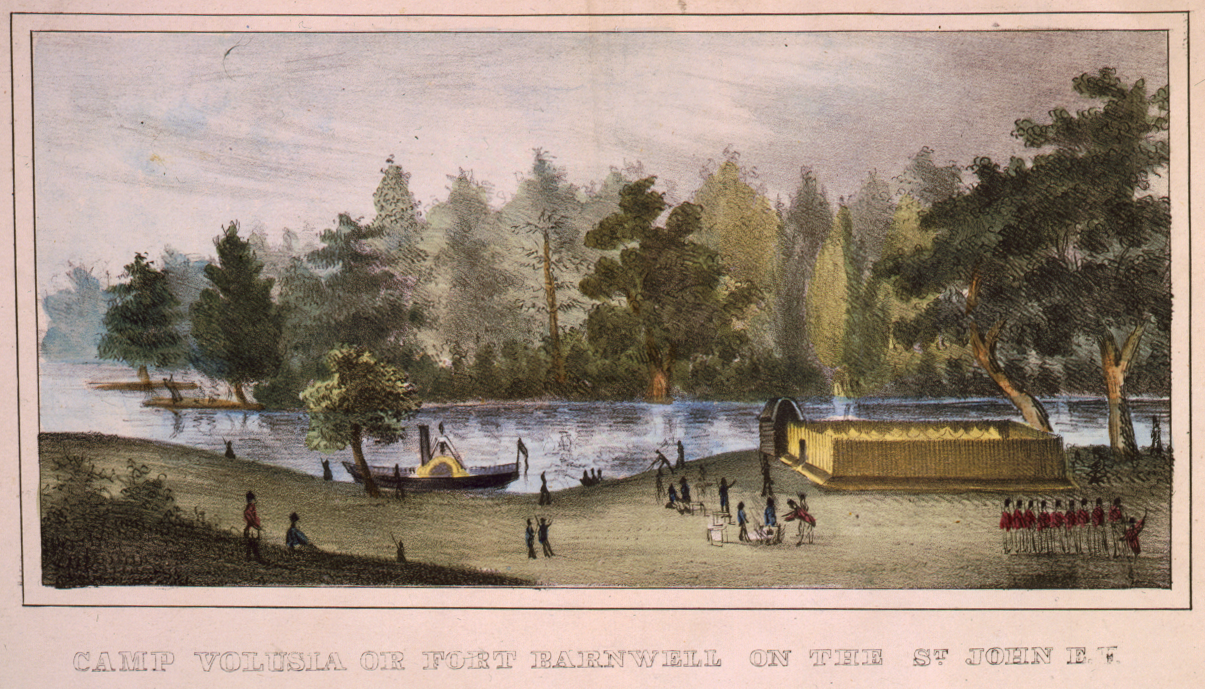
Табір американських військовиків

В середині листопада була підготовлена ще одна експедиція. Розділившись, загони продовжували рухатись на південь обома берегами річки. 17 листопада семіноли зазнали нищівної поразки. Наступного дня відбувся ще один бій, в результаті якого індіанці були змушені відступати в напрямку болота Вагу. 21 листопада Клінч також увійшов до болота, але зустрів там відчайдушний опір індіанців, які відчували близькість власних домівок і родин.
Генерал відвів своїх людей до табору. 9 грудня його увільнили від командування. Його місце зайняв генерал-майор Томас Джесуп, який переправив війська знову до Форт-Брука.

### Кампанія Джесупа
1836 року армія США налічувала тільки чотирьох генерал-майорів. Александер Макомб молодший був головнокомандувачем армії. Едмогнду Гейнсу та Вінфілду Скотту так і не вдалось перемогти семінолів. Томас Джесуп був останнім доступним генерал-майором. Разом із ним з'явився новий підхід до війни. Замість відряджання великих колон для взяття індіанців в оточення він сконцентрувався на тому, щоб відтіснити семінолів на південь. Така тактика вимагала значної військової присутності у Флориді. У підсумку сили під його командуванням склали понад 9 000 осіб. Близько половини з них були добровольцями. Джесуп також включив до складу своїх загонів морську піхоту і флот для патрулювання узбережжя та внутрішніх вод.
Кораблі ВМФ переправляли війська, патрулювали узбережжя Флориди, збирали інформацію, блокували контрабанду зброї та постачання семінолів. Моряки й морські піхотинці брали участь також і в експедиціях углиб Флориди, як на кораблях, так і сушею. Чисельність сил семінолів на той момент складала від 900 до 1400 воїнів.

### Перемир'я та відновлення конфлікту
Січень 1837 року приніс зміни до війни. Під час різноманітних дій та акцій було вбито і взято у полон велику кількість семінолів. У битві при Гетчі-Лусті бригада морської піхоти захопила від 30 до 40 індіанців, в основному жінок та дітей, близько сотні в'ючних поні та 1 400 голів худоби. Наприкінці січня дехто з семінольських вождів відрядив до Джесупа посланців. Відбулись перемовини, в результаті яких було укладено перемир'я. Утім боротьба не припинялась до кінця лютого. У березні до перемир'я долучились більшість вождів.
Після цього деякі індіанці почали прибувати до військових таборів в очікуванні відправлення на захід. Ловці рабів стверджували, що ті живуть серед семінолів. До кінця травня здалось багато вождів семінолів. Двоє найвпливовіших лідерів, Оцеола та Сем Джонс, не здались, оскільки вони були налаштовані категорично щодо переїзду на захід. 2 червня ці двоє вождів із 200 прибічниками увійшли до табору Форт-Брук, що погано охоронявся, та вивели звідти понад 700 семінолів із тих, хто здався. Війна спалахнула знову, а Джесуп більше ніколи не довіряв індіанцям на слово.
Війна не відновилась одразу у повному масштабі. Генерал Джесуп вважав, що оскільки здалось так багато індіанців, то війна завершилась. Тому він не планував великої кампанії. Багато солдатів отримали відпустки чи були переведені в інші місця, ополченців було звільнено від військового обов'язку. Окрім того, Джесуп також «отримав» хворобливий сезон, через що армія виявилась неготовою до бойових дій улітку. Криза 1837 року призвела до скорочення державних видатків, проте Конгрес був змушений виділити ще 1,6 млн доларів для продовження війни. У серпні армія припинила постачати продовольство для цивільних осіб, які знайшли притулок у фортах.

### Подальші події
Джесуп продовжував чинити тиск на семінолів. Багато хто з рабів-утікачів почав повертатись до своїх власників. 10 вересня 1837 року військовики захопили Мікасукіса, одного з найвпливовіших вождів Флориди. Наступної ночі той самий загін узяв у полон вождя на ім'я Укі Біллі.
Джесуп змусив першого з вождів відправити листа своєму сину Коакучі (Дикий Кіт), щоб домовитись про зустріч. Коли той прибув із білим прапором, Джесуп заарештував його. У жовтні мала відбутись подібна зустріч Джесупа з Оцеолою та Коа Гаджо. Її було заплановано у місцині на південь від Сент-Огастіна. Коли вожді прибули, також із парламентерським прапором, їх було заарештовано. Оцеола помер за три місяці у в'язниці Форт Моултрі у Чарстоні (Південна Кароліна). Утім не всі семіноли, взяті у полон, залишались в ув'язненні. Декому з них, в тому числі Коакучі та Джону Горсу, лідеру чорних семінолів, пощастило утекти.
До Флориди була відряджена делегація черокі з метою вмовити семінолів переселитись на захід. Утім генерал Джесуп несвідомо зірвав перемовини.

### Битва на озері Окічобі
Після цього Джесуп зібрав величезну армію, до складу якої входили навіть добровольці з Міссурі та Пенсільванії — настільки багато чоловіків, що генерал насилу міг їх прогодувати. Його план полягав у тому, щоб ршити кількома колонами углиб півострова, поволі відтискаючи семінолів на південь. Генерал Джозеф Меріон Ернандес очолив колону, що рухалась уздовж східного узбережжя. Генерал Юстіс вирушив вверх за течією річки Сент-Джонс. Полковник Закарі Тейлор очолив загін, що рухався від Форт-Брука углиб штату, а потім на південь між річками Кіссіммі та Піс. Решта загонів зачистили території між річками Сент-Джонс та Оклаваха й далі до річки Вітлакучі та вздовж річки Калусахачі. Спільні сили армії та флоту патрулювали південне узбережжя півострова. Решта підрозділів патрулювали північні території з метою захисту від рейдів семінолів.
Полковник Тейлор провів першу значну акцію тієї кампанії. 19 грудня, залишивши Форт-Гардінер із тисячним загоном, він вирушив до озера Окічобі. У перші два дні операції загін Тейлора взяв у полон дев'яносто семінолів. Третього дня полковник зупинився для зведення форту Бесінджер, де залишив поранених, а також гарнізон, необхідний для захисту форту. За три дні, на Різдво 1837 року, колона Тейлора наздогнала основні сили семінолів на північному березі Окічобі.
Семіноли на чолі з Алігатором, Семом Джонсом та Коакучі мали гарну позицію у геммоку, оточеному меч-травою. Навколо було багно, а трава легко розрізала й опікала шкіру. Загін Тейлора налічував близько 800 осіб, натомість семінолів було не більше 400. До авангарду Тейлор призначив добровольців з Міссурі. В результаті першої хвилі атаки було вбито полковника Річарда Гентрі, трьох інших офіцерів та більше двадцяти солдатів, після чого добровольці відступили. Наступними у бій пішли 200 бійців 6-го піхотного полку, який втратив чотирьох офіцерів, понад 40 % військовиків зазнали поранень. Після цього у наступ пішов 4-й піхотний полк у складі 160 осіб, доповнений рештками 6-го полку та добровольцями з Міссурі. Зрештою військовикам удалось відтиснути індіанців з геммоку на берег озера. Після цього Тейлор завдав удару у фланг, використавши резерв, утім семіноли врятувались озером. У бою загинуло лише близько десяти семінолів. Тим не менше, американці сприйняли битву на озері Окічобі як велику перемогу.

### Битва при Локсахатчі

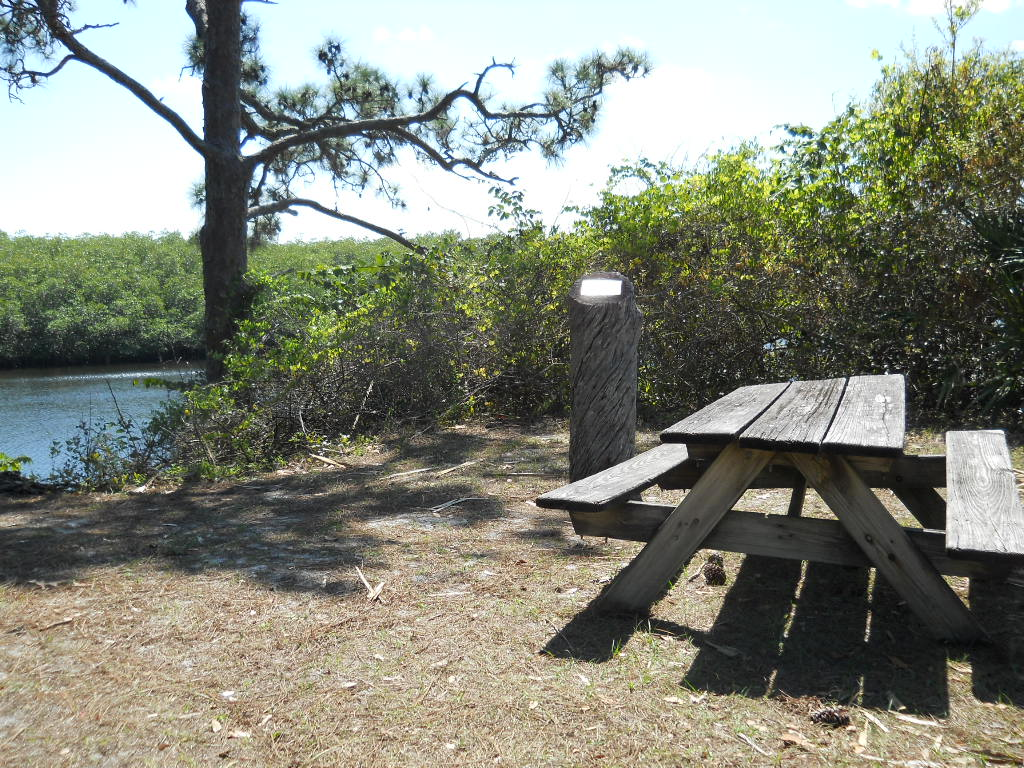
Місце битви на березі річки Локсахатчі у парку Джонатана Діксона

Після битви на озері Окічобі до Тейлора приєднались інші загони, що рухались углиб Флориди. 15 січня лейтенант Левін Павелл, який із загоном у вісімдесят чоловік патрулював східне узбережжя, натрапив на табір семінолів й опинився в оточенні великої кількості індіанців. В результаті сутички американці втратили чотирьох чоловік загиблими, двадцять дві особи зазнали поранень. Військовикам довелось відступити. Наприкінці січня загони Джесупа зіткнулись зі значними силами семінолів на схід від озера Окічобі. Артилерійський вогонь змусив індіанців відійти до річки Локсахатчі, де вони зупинились. Після цього семіноли наче зникли, пішовши за течією річки. В результаті битви семіноли зазнали незначних втрат, американці ж мали набагато більше жертв
Після цього бої припинились. У лютому 1838 року вожді семінолів Тускеджі та Галлек Гаджо висунули Джесупу пропозицію: індіанці припиняють бойові дії, якщо американці дозволять їм залишитись на південь від озера Окічобі. Джесуп погодився, передбачаючи тривалу боротьбу. Він погодився, щоб індіанці залишились в Еверглейдсі. Він вважав, що семінолів можна буде витіснити пізніше, коли білим переселенцям дійсно знадобляться нові землі. Тим не менше, Джесуп мав спитати дозволу у Вашингтона, перш ніж ухвалити таке рішення. Вожді розташували свої армії поблизу позицій американців, очікуючи на відповідь. Між червоношкірими та білими американцями у той час відбувалось певне братання. Незважаючи на все це, міністр оборони США Джоел Робертс Пойнсетт відхилив клопотання Джесупа та наказав йому продовжувати кампанію. Після отримання відповіді міністра Джесуп запросив вождів до свого табору, утім вони відмовились від візиту. Не бажаючи відпускати 500 семінолів назад на болота, Джесуп відрядив загін, щоб захопити їх. Семіноли чинили слабкий опір, імовірно, не вбачаючи сенсу у подальшій боротьбі.

### Відставка Джесупа. Початок кампанії Тейлора
Після тих подій Джесуп попрохав про відставку. Улітку 1838 року число військ у Флориді зменшилось до 2 300 осіб. У квітні Джесуп отримав наказ повернутись до виконання обов'язків генерал-квартирмейстера армії. У травні командування силами, що розташовувались у Флориді, прийняв Закарі Тейлор (уже генерал). Після скорочення чисельності військ у Флориді Тейлор зосередився на захисті північної частини півострова від рейдів семінолів, щоб білі поселенці могли повернутись до своїх домівок. Утім семіноли ще мали змогу пересуватись далеко на північ. Так, у липні вони, імовірно, здійснили рейд до поселень на річці Санта-Фе, де їх було звинувачено у вбивстві однієї родини. Також походи індіанців були зафіксовані поблизу Талахасі, було вирізано дві родини у Джорджії. Влітку бої припинились. Семіноли переймались заготівлею провіанту на зиму.
План Тейлора передбачав створення невеликих постів на незначних за розмірами територіях у північній Флориді. Ці пости з'єднувались залізничними лініями. Це було дорого, але Конгрес продовжував виділяти необхідні кошти. У жовтні 1838 Тейлор перемістив свою ставку на територію, яку нещодавно займали семіноли. Убивства в районі Талахасі змусили Тейлора перемістити війська з півдня до північних районів з метою забезпечення захисту для білих жителів Флориди. Зима пройшла відносно спокійно: жертви семінолів налічували тільки кількох осіб, американці втратили дев'ятьох. Навесні 1839 року Тейлор доповів про зведення 53 нових станцій та прокладення 848 миль залізничних колій.

### Мир Макомба та різня Герні
1839 року популярність війни у США поступово падала. За рахунок збільшення армії зменшувалась кількість працездатних чоловіків. Багато хто вважав, що семіноли заслужили на право залишитись у Флориді. Зрештою Конгрес виділив останні 5 000 доларів на те, щоб змусити семінолів до перемовин і провести їх. Президент Мартін ван Бюрен відрядив генерала армії Александера Макомба укласти новий договір із семінолами. Останні ж, пам'ятаючи попередні договори та обіцянки, не надто довіряли урядові. Зрештою, Сем Джонс відрядив свого наступника Чітто Тустеннуггі на перемовини з Макомбом. 19 травня 1839 року останній оголосив про досягнення згоди з семінолами. Вони мали припинити бойові дії в обмін на дозвіл проживати у південній Флориді.
Із настанням осені було зафіксовано кілька убивств з боку індіанців. На північному березі річки Калусахатчі було створено торгову станцію, а семіноли, які приходили туди здавались доброзичливими. Пост охороняв загін числом 23 особи під командуванням полковника Вільяма Герні. 23 липня 1839 станцію атакували 150 індіанців. Дехто з військовиків, у тому числі й Герні, зуміли дістатись берега та знайти човни, щоб утекти. Проте більшість солдатів, а також кілька цивільних осіб, які у той час перебували на станції, були вбиті. Війна почалась знову.

### Нова тактика
Після тих подій військове командування вдалось до залучення мисливських собак для пошуку семінолів. На початку 1840 року територіальний уряд Флориди придбав бладгаундів на Кубі та винайняв кубинських кінологів. Спочатку у застосуванні собак мали місце суперечливі результати, а також піднялась хвиля обурення проти використання тварин, що ґрунтувалась на страху застосування бладгаундів під час нападів на індіанців, особливо на жінок і дітей. Міністр оборони наказав тримати собак у намордниках та водити їх на повідках. Утім, оскільки собаки не могли брати слід у воді, семіноли легко їх обманювали.
На півночі Флориди система фортів і патрулів Тейлора була спроможна захистити від набігів семінолів, утім вона не могла очистити від індіанців весь регіон. 13 лютого 1840 року поштовий транспорт потрапив у засідку між Сент-Августином та Джексонвіллем. У травні семіноли здійснили напад на театральну трупу під тим же Сент-Августином, убивши шістьох осіб. У той же час індіанці атакували групу з чотирьох солдатів, які патрулювали територію між фортами. Одного солдата було вбито, ще двоє зникли безвісти. Пізніше вісімнадцять військовиків переслідували семінольський загін, але втратили шістьох осіб.
Також у травні Закарі Тейлор, який віддав війні з семінолами більше часу та сил, ніж будь-хто, попрохав про переведення на іншу посаду. Його замінив бригадний генерал Вокер Ермістед, який раніше служив у Флориді під командою генерала Джесупа. Він розпочав наступ, відрядивши 100 солдат на пошуки семінолів та їхнього табору. Спочатку військовики працювали над тим, щоб винищити посіви, запаси продовольства і забрати худобу та коней семінолів.
Ермістед планував передати місію з оборони Флориди силам ополченців. Він прагнув використовувати армію для притиснення семінолів та переслідування їх у межах території на південь від Форт-Кінга. До середини літа військовики зруйнували табори й винищили поля у всій центральній Флориді на загальній площі 500 акрів. Для посилення армії уряд США відрядив до Флориди 8-й піхотний полк. Відтоді сили Флориди складали 10 драгунських рот, дев'ять артилерійських рот, а також 1-й, 2-й, 3-й, 6-й, 7-й та 8-й піхотні полки.

### «Москітний флот»
Ще на початку війни лейтенант Левін Павелл, який командував об'єднаними сухопутно-морськими силами з 200 чоловік, проводив операції уздовж узбережжя. Наприкінці 1839 року інший лейтенант, Джон Маклафлін, отримав під своє начало загін морського десанту для проведення операцій у Флориді. Той загін включав до свого складу шхуни та баржі. Вони патрулювали прибережну зону, відловлюючи кубинських та багамських торговців, які переправляли семінолам провіант та озброєння. Також загін мав малі човни й каное для патрулювання річок у межах регіону Еверглейдс. Базою Маклафліна став острів Ті-Тейбл-Кі у верхніх Флорида-Кіс.
У квітні 1840 року планувалась спроба перетнути Нверглейдс із заходу на схід. Утім та акція зазнала краху через хвороби військовиків. Упродовж наступних кількох місяців сили лейтенанта Маклафліна здійснювали лише патрулювання доручених ділянок. І все ж із грудня 1840 до середини січня 1841 року Маклафліну вдалось перетнути Еверглейдс на каное.

### Індіан-Кі
Індіан-Кі — невеличкий острів у верхніх Флорида Кіс, який було перетворено на розбійницьку базу. 1836 року острів став окружним центром новоствореного повіту Маямі-Дейд, а також морським пунктом пропуску. Незважаючи на небезпеку нападу, американці залишались на острові, щоб захистити свою власність та мати вигоду з суден, що зазнали аварії. Острів'яни-американці мали шість гармат та свій власний невеликий загін міліції. Окрім того поряд з островом було створено військово-морську базу у Ті-Тейбл-Кі.
Вранці 7 серпня 1840 року на острів проник великий загін «іспанських» індіанців. На щастя для американців за берегом спостерігав чоловік, який забив на сполох. З близько п'ятдесяти осіб, що проживали на острові, сорока особам удалось врятуватись. Серед загиблих був Генрі Перрін, колишній американський консул у Кампече, Мексика.
База ВМС у Ті-Тейбл-Кі мала нестачу персоналу: там залишились тільки лікар зі своїми пацієнтами та п'ять моряків під командою мічмана. Той невеличкий контингент за допомогою двох гармат, встановлених на баржах, спробував здійснити атаку на індіанців, що висадились на острів. Семіноли відкрили вогонь у відповідь. Моряки успіху не мали, оскільки віддача від гармат потопила баржі, і їм довелось відступити. Індіанці спалили всі будинки, попередньо розграбувавши їх.

### Помста й перемовини
У грудні 1840 року полковник Герні нарешті зміг помститись за поразку на річці Калусахатчі. На чолі загону у 90 чоловік він здійснив рейд на каное річкою Маямі. За провідника у них був темношкірий чоловік, який деякий час перебував у полоні в семінолів. Невдовзі загін почав зустрічати групи індіанців, наздоганяв їх та одразу страчував. Коли провідник мав труднощі з вибором вірного шляху, Герні вдавався до тортур щодо індіанських жінок — він погрожував їм убивством їхніх дітей. Таким чином полковник зміг знайти індіанський табір. Переодягнені індіанцями, солдати наблизились до табору рано вранці. Коли почалась атака, вождь перебував за межами табору. Спершу він почав тікати, але потім зупинився та простягнув солдатові руку, проте один з військовиків вистрелив та вбив його. Окремим індіанцям удалось втекти. Усіх захоплених семінолів Герні вішав. За дванадцять днів загін військовиків повернувся до Форт-Даласа. Герні за час рейду втратив одного солдата. Місцева влада нагородила полковника грамотою та іменною зброєю. Пізніше Герні отримав у своє командування Другий драгунський полк.
Ермістед мав у своєму розпорядженні 55 000 доларів (близько 1 265 250 за сучасними мірками) на підкуп вождів. У листопаді 1840 він зустрівся у Форт-Кінзі з двома перемовниками індіанського племені. Вашингтон уповноважив Ермістеда запропонувати кожному з вождів по 5 000 доларів, щоб переконати їх переїхати на захід. Утім, як свідчив полковник Ітен Ален Гічкок, Ермістед не поспішав віддавати індіанцям гроші. Натомість він залякував вождів, захопивши їхні родини. За кілька днів перебування як гостей на військовій базі обидва індіанці були змушені тікати опівночі 14 листопада. Після цього дехто з вождів здався, проте більшість індіанців вирішили залишитись на місцях. Куса Тустенуггі зрештою прийняв 5 000 доларів за згоду на переселення підпорядкованих йому 60 індіанців. Більш дрібні вожді отримали по 200 доларів, а кожен з воїнів — по 30 доларів та гвинтівку. У березні 1841 року вождь Коакучі погодився упродовж трьох місяців надати згоду на переселення. Упродовж цього періоду він з'являвся у фортах та іменем Ермістеда вимагав їжі та напоїв для своїх воїнів. Під час візиту до Форт-Пірса Коакучі зажадав коня, щоб з'їздити у Форт-Брук. Командир форту надав йому коня, а також п'ять з половиною галонів віскі.
Навесні 1841 Ермістеду вдалось відселити на захід 450 семінолів. Ще 236 індіанців перебували у Форт-Бруку, очікуючи на транспортування. За час перебування Ермістеда на посаді на захід були переселені 120 воїнів, а у Флориді їх залишилось не більше 300. У травні того ж року ще один вождь надіслав повідомлення про готовність підкоритись переселенню.

### Призначення нового командувача
Також у травні 1841 року Ермістеда на посту головнокомандувача військ Флориди замінив полковник Вільям Дженкінс Ворт. Через непопулярність війни у країні Конгрес був змушений скоротити видатки. Загалом війна коштувала для уряду 93 300 на місяць, не враховуючи утримання регулярного війська. Джон Спраг, помічник Ворта, вважав, що деякі чиновники свідомо затягували війну, щоб мати з цього стабільне джерело прибутку. Після скорочення видатків на військову галузь було звільнено близько 1 000 цивільних службовців, дрібні загони було об'єднано у більші підрозділи. Після приходу на посаду Ворт заявив про можливість завершення війни протягом літа. Він застосовував тактику «знайти та знищити». Вона працювала: північну Флориду було зачищено досить швидко.
1 травня 1841 лейтенант Вільям Шерман супроводжував Коакучі на зустріч до Форт-Пірса. Під час перемовин майор Томас Чайлдс погодився надати вождеві тридцять днів для переселення на захід. Натомість усе йшло до того, що Коакучі не стримає свого слова. Чайлдс попрохав дозволу заарештувати вождя. 4 червня Коакучі разом із 15 послідовниками були заарештовані. Підполковник Вільям Гейтс віддав розпорядження про негайну відправку вождя та його людей до Нового Орлеана. Коли про це довідався полковник Ворт, він повернув корабель до Тампи, оскільки мав намір використати Коакучі для того, щоб умовити решту індіанців переселитись.
Ворт запропонував вождеві близько 8 000 доларів. Оскільки останній не мав іншого виходу, він погодився відрядити посланців, які мали змусити семінолів вирушити на захід. Вожді ж, які продовжували активні дії на півночі півострова, зібрались та домовились захопити і вбити посланців білих. Таке рішення підтримали й південні вожді. Коли один з посланців приїхав на нараду, він потрапив у полон, утім вбитий він не був.
В результаті закликів, надісланих Коакучі, здались загалом 211 семінолів, у тому числі більша частина підлеглих йому людей. У серпні американці захопили у полон 127 індіанців. Після зменшення числа індіанців у Флориді решті їх стало легше переховуватись. У листопаді Третій артилерійський полк переїхав до Біг-Сайпресса, а дорогою спалив кілька поселень. Після цього здались кілька індіанських громад з південної Флориди.
Семіноли залишались розкиданими півостровом. Одна група індіанців у північній Флориді у долині річки Апалачікола, виснажена голодом, була змушена здатись 1842 року. Глибше на схід, утім, індіанські загони нападали на Мандарин та інші поселення у нижній течії річки Сент-Джонс. 19 квітня 1842 року загін з 200 солдат на чолі зі старшим лейтенантом Джорджем Макколом розшукала групу воїнів-семінолів на болоті Пельчікаха, близько тридцяти миль на захід від Форт-Кінга. Відбулась коротка перестрілка, а потім семіноли сховались у геммоку. Утім керівника групи було взято у полон. Частина його загону була розшукана й захоплена, а Маккол завдав поразки решті воїнів у їхньому таборі.

### Закінчення війни

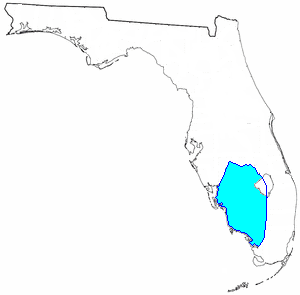
Район Флориди, в якому було дозволено оселитись семінолам після завершення війни 1842 року

Полковник Ворт на початку 1842 року рекомендував урядові надати семінолам спокій і дозволити залишитись у південній Флориді. Він отримав повноваження виділити індіанцям певну територію у південно-західній частині півострова й закінчити війну того дня, коли він вважав за необхідне. На той час у Флориді ще діяли кілька груп семінолів. Біллі Бовлегс очолював велику групу індіанців, що проживала поблизу затоки Шарлотти. Сем Джонс очолював плем'я Мікасукіс, що проживало в Еверглейдсі біля Форт-Лодердейла. На північ від озера Окічобі проживало плем'я Мускоджіс, вождем якого був Чіпко. Інша група на чолі з Тайгером Тейлом проживала біля Таллахасі. Нарешті, у північній Флориді проживало плем'я Кріків на чолі з Октіархе, що переселилось із Джорджії 1836 року.
У серпні 1842 року Конгрес ухвалив Акт про збройні формування, який забезпечив виділення безкоштовної землі для поселенців, що взялись її обробляти та захищати себе від індіанців. Багато в чому той акт став прототипом Акту про гомстеди 1862 року. Господар міг претендувати на 160 акрів землі на південь від лінії, що проходить через центр північної частини півострова. Поселенці мали довести своє право, проживаючи там упродовж п'яти років й очищення упродовж такого терміну 5 акрів під сільське господарство. У 1842 та 1843 роках було зареєстровано 1317 заявок на отримання таких земельних ділянок (разом 210 720акрів).
Під час останньої збройної акції тієї війни генерал Вільям Бейлі та відомий землевласник Джек Беллемі на чолі загону у 52 особи упродовж трьох днів переслідували невелику групу семінолів. В результаті індіанці зайшли на болото, де й загинули всі.
У серпні 1842 Ворт зустрівся з вождями, що залишались у Флориді. Кожному воїну було запропоновано гвинтівку, гроші та продовольство на рік, якщо вони переїдуть на захід. Дехто пристав на таку пропозицію, утім більшість вирішила залишитись у резервації на південному заході півострова. Вважаючи, що індіанці, які залишились у Флориді, не завдаватимуть значного клопоту, Ворт оголосив про завершення війни 14 серпня 1842 року. На той час військо Флориди складалось із трьох полків та налічувало 1 890 осіб. Напади на білих поселенців тривали навіть на півночі в районі Таллахасі.

## Втрати
Майже всі джерела сходяться на думці, що американська армія за часи війни втратила 1 466 осіб убитими. Втрати від бойових дій є набагато меншими, ніж від хвороби. Джерела вказують цифру від 260 до 330 осіб 328. Окрім того, під час Другої Семінольської війни загинули 55 добровольців.
Втрати серед мирного населення склали близько 80 чоловік. Разом з тим, ніхто не проводив точних підрахунків втрат серед семінолів.

## Після війни
Мир у Флориді настав лише на якийсь час. Індіанці, в основному, залишались у резервації, утім траплялись окремі сутички. Місцева влада продовжувала наполягати на повному виселенні індіанців з території півострова. Індіанці, зі свого боку, намагались обмежити до мінімуму свої контакти з білими. З часом почались більш серйозні інциденти. Уряд знов ухвалив рішення щодо остаточного виселення індіанців та чинив дедалі більший тиск на семінолів, доки вони не завдали удару у відповідь, розпочавши нову війну 1855–1858 років.